# 土屋泰直
土屋 泰直（つちや やすなお）は、常陸土浦藩の第6代藩主。
明和5年（1768年）3月13日、第4代藩主土屋篤直の次男として生まれる。安永6年（1777年）、異母兄で第5代藩主の寿直が死去したため、その養子となって家督を継いだ。天明3年（1783年）12月18日に従五位下・能登守に叙位・任官する。
天明4年（1784年）に内桜田御門番に任じられる。天明5年（1785年）11月には藩財政再建のため、人口増加対策や養蚕・養鶏業の奨励、副業対策、村々の抗争防止の徹底などの藩政改革を行なっている。天明7年（1787年）には義倉米を設置している。3月12日に奏者番に任じられる。しかし4月から病気に倒れ、寛政2年（1790年）5月12日に死去した。享年23。
跡を同母弟で養子の英直が継いだ。

## 系譜
父母
- 土屋篤直（実父）
- 豊田定愛の妹 ー 側室（実母）
- 土屋寿直（養父）

正室
- 正子 ー 太田資愛の娘

養子
- 土屋英直 ー 実弟